# Tokaj (Ungheria)
Tokaj  è una città dell'Ungheria di 5.155 abitanti (dati 2001). È situata nella contea di Borsod-Abaúj-Zemplén a 54 km dal capoluogo Miskolc ed è il centro del distretto Tokaj-Hegyalja dove viene prodotto il vino Tokaj.

## Storia
I vigneti sono presenti nella zona fin dal 1067 mentre la città è menzionata per la prima volta in un documento nel 1353. Il suo primo castello fu distrutto durante l'invasione dei Mongoli, nel XIV secolo fu costruito il castello appartenente alla famiglia Diósgyőr.
Dopo il 1450 Tokaj divenne proprietà della famiglia Hunyadi e dopo che Mattia Corvino divenne re, proprietà reale.

## Amministrazione

### Gemellaggi
- Tokaj
- Binyamina
- Cormons
- Dej
- Oestrich-Winkel
- Rust
- San Pietro di Brazza
- Iwonicz-Zdrój